# Nazim Babayev
Nazim Babayev (Bakú, 8 de octubre de 1997) es un deportista azerbaiyano que compite en atletismo, especialista en la prueba de triple salto. Ganó una medalla de oro en el Campeonato Europeo de Atletismo en Pista Cubierta de 2019.

## Palmarés internacional
| Campeonato Europeo en Pista Cubierta | Campeonato Europeo en Pista Cubierta | Campeonato Europeo en Pista Cubierta | Campeonato Europeo en Pista Cubierta |
| Año                                  | Lugar                                | Medalla                              | Prueba                               |
| ------------------------------------ | ------------------------------------ | ------------------------------------ | ------------------------------------ |
| 2019                                 | Glasgow (Reino Unido)                | Medalla de oro                       | Triple salto                         |